# بهجت اسكندر
يعيش الفنّان المغترب السّوري بهجت اسكندر في المجر منذ عام 1967، حيث حصل على شهادة دبلوم في الهندسة، ثمّ على دبلوم في التّدريس من الجامعات المجرّية عام 1976. وهو يحمل الجنسيّة المجريّة منذ عام 1979. الفنّان بهجت اسكندر: متزوّج، وله ولدان (ليلى مجازة في الاقتصاد– جولت مجاز في الحقوق), وله حفيدان وحفيدة عقيلته\ بودر شارلوتا اخطصاصية لدى شركة الليانذ الألمانية للتأ مين يمارس الفنّان بهجت اسكندر مهنة التّصوير الضّوئيّ منذ عام 1968 وقد شارك في العديد من المعارض الفرديّة والجماعيّة على صعيد المجر والعالم منذ عام 1973. يعمل منذ العام 1990(في الاستوديو الخاصّ به) على إصدار بروشورات – مواد إعلاميّة، تصوير البورتريه والموديل.

## أهمّ المعارض الفرديّة والجماعيّة
أقام معارض فرديّة خاصّة وشارك في معارض جماعيّة في المجر وأنحاء العالم، وتجاوز عددها مائتين وخمسين معرضاً, نذكر منها:
شارك بمعارضه في كلّ من كندا/CALGARY/ 1975– أمريكا /ALABAMA/ 1976 – نيوزلندا 1976– HONGKONG 1977 يوغسلافيا 1980– الجزائر 1981– الدانمرك 2000– رومانيا 2000– فرنسا 2001– سوريا 2004 و2005 – صربيا 2006 و2008 – مصر 2010- سوريا 2010-2011 قطر الدوحة
-بودابست جلري متحف ن 1عام 2013
فييننا – النمسا المركز الثقافي المصري عام 2013
بودابست مسرح الرقص القومي في قلعة بودا عام 2014
كشكميت معرض الامومة عام 2014
هاتين اجهاذا –كشكميت معرض الامومة 2014
بلغاريا-صوفيا معرض متجول لاكثر من عام 2014
فييننا – النمسا المركز الثقافي المصري عام 2014
بودابست-قلعة قصور بودابست المكتبة الوطنية سيتشييني عام 2015
صوفيا –بلغاريا- قصر الثقافات 2016
معرض متجول في المدن البلغارية للمرة الثانية 2016-2017باشراف السفارة المجرية
جونجوش \هنغاريا\ معرض اصدقائي اللكتاب 2017

## له أعمال مقتناة في كلٍّ من الدّول التالية
المجر/هنغاريا، رومانيا، بلغاريا,- صربيا، الجزائر، سوريا, مصر، دولة قطر.
يوجد له معرض دائم في كتشكميت- هاتين اجهاذا، كما توجد أعماله في متحف كتشكميت، والمتحف القومي المصري /أحمد شوقي/, والمركز الثقافي العربي في اللاذقيّة /سوريا/ والجمعية القطرية للتصو ير-الدوحة و، وكذلك في صلطنة عمان أيضا.

## دوره الثقافي
عضو اللّجنة الاستشاريّة /الثقافيّة/ لمجلس عمدة كتشكميت (منذ عام 2006)
شارك في كتابة تاريخ المجر الحديث ونشرت أعماله في كتاب FIATALIRÓKTALÁLKOZÓJA/LAKITELEK 1979-2009//
أنجز أعمال (البورتريه) الفريدة والمميّزة لكثير من أعلام الأدب المجريّ والفنّ المجريّ، أمثال (جولا اليش– جورج فالودي– فرنس بودا– شاندور كانيادي – اندرش شوتو– نادور غيون– بيتر استر هازي– بلاج ديوسغي– مانهرت توت)
تربطه علاقة عمل وثيقة منذ /ثلاثين 30 عاماً/ مع المجلّة الدّوريّة الأدبيّة الفنّيّة (فوراشFORRAS النّبع)، كما يشارك دوماً بملتقى سنويٍّ(Veránka) للكتّأب والشّعراء.
يساهم من خلال لوحاته التصويريّة وكتاباته في مجلّة (الدّانوب الأزرق) التي تصدر باللّغة العربيّة وتصل إلى أكثر من 20 دولة، يضيء ويعرّف من خلالها بالحياة الثقافيّة المجريّة وبالتّاريخ المجريّ بأحداثه وأعلامه.
زميل دائم في المجلّة الدوريّة لمدينة كتشكميت، وعلى الموقع الإلكترونيّ للمدينة، حيث تنشر أعماله الفنّيّة بشكل مستمرّ في الصّحف اليوميّة للمدينة.

## دوره الاجتماعي
عضو مؤسّس، ونائب رئيس جمعيّة تنسيق وتجميل المدينة والمحافظة على البيئة منذ عام 2003
نظّم معرضاً عام 1989وقدّم ريعه للاجئين المجريين من منطقة (اردية ERDÉLY) وذلك في عام 1989.
نظّم معرضاً مشابهاً عام 1999 لمساعدة الأطفال ذوي الاحتياجات الخاصّة.
رصد جزءاً كبيراً من الجائزة الماليّة (جائزة بريما) التي نالها في عام 2010 لمتضرّري الكارثة البيئيّة التي حدثت في المجر (كارثة الطّين الأحمر).
قام بمبادرة ذاتيّة اجتماعيّة منذ عام 2006، وهي انتقاء (12 شابّاً رياضيّاً) من الشبّان الرياضيّين الموهوبين في مدينة كتشكميت، وأصدر تقويماً سنويّاً يحمل صورهم، إضافة إلى تنظيم معارض حول حياتهم الرياضيّة.
المهام الفنية :
```
عضو في نادي بال روشتاي للتّصوير الضوئيّ عام 1968 . 
عضو نادي كتشكميت للتّصوير الضوئيّ عام 1972 . 
```

عضو في اتّحاد الفنّانين الضّوئيّين المجريّ عام 1980 .
عضو في الصندوق المجريّ للفنون عام 1987 .
عضو في اتّحاد الصّحفيّين المجريّين عام 1990 .
عضويات شرف لكثير من الأندية.
حصل الفنان المذكور على أكثر من مئة جائزة ووسام تقدير، نشير إلى أهمّها :
– جائزة مسابقة التّصوير الضوئيّ للمعاهد والجامعات المجريّة ( 1968 ) .
-جائزة جمعية الفنانين المجرين للتصويرNivódij 1977.
– المركز الأوّل في معرض جولا كوليتش للفنون التصويريّة ( 1978 ) .
– جائزة الفنون لمحافظة باتش كيشكون ( 1979 ) .
جائزة جمعية الفنانين المجرين للتصوير لعام .1979Nivódij
–شهادة تقدير من وزارة الثقافة المجريّة ( 1987 ) .
– جائزة مدينة كشكميت للثقافة العامّة ( 2004 ) .
- جائزة الفنون لمحافظة باتش كيشكون (2005 ) .
– وسام استحقاق الجمهوريّة المجريّة ( لقب فارس ) ( 2008 ) .
– جائزة شرف من أجل مدينة هاتين ( 2010 ) .
– جائزة بريما الإبداع المميّز ( فئة الفنون التّشكيليّة المجريّة ) ( 2010 ) .
– شهادة تقدير من وزارة الثقافة المصريّة ( 2010 ) .
-شها دة تقد ير من وزارة الثقافة القطرية(2011)
-جائزة بيلنسكي للفن لعام ( 2011)
-جائزة pro Urbe” لعام (2012)
-وسام الاستحقاق لجمهورية المجر (برتبة ضابط) لعام (2012)
-شهادة تقدير من قبل قصر الثقافة المركزي في صوفيا\بلغاريا لعام 2016
مكانته
اهتمّت بعض الصحف المحلّيّة والدوليّة اهتماماً كبيراً بالشخصيّة المهنيّة للفنّان بهجت اسكندر وعبّرت عن تقديرها لأعماله، وخاصّةً أعماله الفنيّة في عالم الصحراء، وأعماله المصوّرة بالأبيض والأسود التي تبرز البيئة والمحيط الاجتماعيّ والّتي تصوّر الرّيف المجريّ وأنماط الحياة فيه.
أولى الإعلام المسموع والمرئيّ أهميّة كبيرة لأعمال الفنّان على الصعيد المحلّيّ والدوليّ, حيث أُجريَت معه مقابلات تلفزيونيّة وإذاعيّة وصحفيّة حول تجربته الفنيّة، في المجر ورومانيا وصربيا ومصر وسوريا ودول عربية وأوروبيّة أخرى.
تمّ عرض فيلم وثائقيّ عن حياة الفنّان بمهرجان الفيلم المجريّ التاسع والثّلاثين /39/ من إخراج جوجانا شاري Sári Zsuzsanna2008.
أخرجKrisko János فيلماً وثائقيّاً (بورتريه) عن الفنّان عام KTV 1996.
تمت اسضافته في برنامج موعد في المهجر عبر الجزبرة الفضائية 2012
مجلة الفورراش الينبوع الادبية الفنية خصصت له انتريو تكريم لاكثر من سبعين صفحة عام 2013
اصدر الفنان كتابه البوم صور بعنوان حفنة من العالم لعام2012
تلفزيون الدانوب البرنامج اللثقافي كولتيكون عام 2014
تلفزيون م ت ف ا مجموعة الدول الاوربية الأربع \كفرتات\عام 2014
تلفزيون الدانوب البرنامج اللثقافي كولتيكون عام 2015
```
راديو كوشوت  عام 2015
```

برنامج مبدعون | مع المصور الفوتوغرافي بهجت اسكندر 2016
ك ت ف مكازين المجلة التلفزيونية المختصة/ حوار ومقابلة /2016
اصدر كتاب فوتو البوم بعنوان حفنة من العالم بثلاث لغات( المجرية ,العربية، الانليزية )2012
الذي يستعرض ملخص حياتي الفنية ويعتبر الالبوم كجسر للثقافات وغني بالمشاهد والروابط
صدرعدد سبتمير لمجلة الينبوع الثقافية بمقابلة خاصة لاكثر من سبعين صفحة تقديرا وتكريما لاعماله الفنية 2013
2017 يناير